# Stazione di Iglesias
Stazione di Iglesias vasútállomás Olaszországban, Szardínia régióban, Iglesias településen.

## Vasútvonalak
Az állomást az alábbi vasútvonalak érintik:
- Decimomannu-Iglesias-vasútvonal

## Kapcsolódó állomások
A vasútállomáshoz az alábbi állomások vannak a legközelebb: 
- Stazione di Villamassargia-Domusnovas